# تدینگتون
latitudeتدینگتونlongitudeتدینگتون
تدینگتون (به انگلیسی: Teddington) یک شهرک و area of London در بریتانیا است که در منطقه ریچموند آپون تیمز لندن واقع شده‌است.

## خصوصیات
تدینگتون ۴٫۲۷ کیلومترمربع مساحت دارد.